# شاپرک‌های بادبزنی
شاپرک‌های بادبزنی یا شاپرک‌های چندپر (Many-plumed moth) (به لاتین: Alucitidae)، نام یک تیره از راسته پروانه‌سانان است.